# Ken (Fluss)
Der Ken (Hindi केन नदी, englisch Ken River) ist ein ca. 425 km langer nicht schiffbarer rechter Nebenfluss der Yamuna in der Region Bundelkhand im nördlichen Indien. Der im Frühsommer (April, Mai) meist trockenfallende Fluss gehört zum Einzugsgebiet des Ganges.

## Verlauf
Der Ken entspringt im zentralindischen Vindhyagebirge in einer Höhe von ca. 550 m etwa 80 km südwestlich von Satna, durchfließt in zumeist nördlicher oder nordöstlicher Richtung den Bundesstaat Madhya Pradesh sowie den Panna-Nationalpark und mündet südwestlich von Fatehpur im Bundesstaat Uttar Pradesh in die Yamuna. Das Einzugsgebiet liegt in einem semiariden bis semihumiden Klimabereich, der durch eine savannenartige Vegetation mit dornenreichen Gehölzen und laubabwerfenden Trockenwäldern charakterisiert ist.

## Nebenflüsse
Der Ken hat einen großen und mehrere kleine Nebenflüsse; der Sonar ist bis zu seiner Einmündung in den Ken im Norden des Distrikts Damoh länger als dessen Oberlauf und hat allein ein Einzugsgebiet von etwa 12.620 km².

## Orte am Fluss
Vor allem während der spätsommerlichen Monsunzeit steigt der Pegel des Ken enorm an und es bilden sich großflächige Seenlandschaften, was die Ansiedlung von größeren Städten und selbst von kleineren Siedlungen in unmittelbarer Flussnähe bislang weitgehend verhindert hat. Lediglich die Großstadt Banda im Bundesstaat Uttar Pradesh befindet sich in der Nähe des südlichen Ufers des Ken etwa 40 km vor dessen Einmündung in die Yamuna.

## Stauseen etc.
Es gibt Pläne die Flusssysteme von Betwa und Ken über Kanäle zu verbinden (Ken–Betwa-River-Link).

## Sehenswürdigkeiten
Obwohl der heutige Bundesstaat Madhya-Pradesh zu den Kernzonen nordindischer Kultur des 1. und frühen 2. Jahrtausends gehört, finden sich an den nur dünn besiedelten Ufern des Ken kaum Sehenswürdigkeiten. Der Tempelbezirk von Khajuraho befindet sich etwa 20 km westlich des Flusses; von dort werden Touren zu den Schluchten des Ken und den Raneh-Wasserfällen angeboten.